# 橋本和洋
橋本 和洋（はしもと かずひろ、1952年3月1日 - ）は、日本の実業家、技術者である。株式会社長府製作所元代表取締役社長。

## 経歴
1952年3月1日に山口県に生まれる。九州工業大学工学部を卒業後、1975年に長府製作所に入社。製造部長や取締役滋賀工場長、取締役製造本部長を歴任し、2012年3月23日に代表取締役社長に就任した。社長在任中には、給湯機器大手ノーリツとの資本・業務提携の締結や大阪テクノクラートの子会社化を行った。2019年3月22日付で取締役顧問に退き、2021年3月26日に退任。

## 略歴
- 1975年（昭和50年）4月 - 株式会社長府製作所入社
- 1998年（平成10年）4月 - 滋賀工場製造部長
- 2004年（平成16年）3月 - 取締役滋賀工場長
- 2009年（平成21年）5月 - 取締役製造本部長
- 2010年（平成22年）4月 - 常務取締役
- 2012年（平成24年）3月 - 代表取締役社長
- 2019年（平成31年）3月 - 取締役顧問